# Detective coi tacchi a spillo
Detective coi tacchi a spillo (V.I. Warshawski) è un film americano del 1991, diretto da Jeff Kanew e interpretato da Kathleen Turner, Charles Durning e Jay O. Sanders, basato sul romanzo Nodo alla gola (Deadlock) di Sara Paretsky, secondo libro con protagonista la detective V. I. Warshawski.

## Trama
Chicago, fine anni ottanta. Victoria Ifigenia Warshawski è una detective privata, figlia di un poliziotto. Alta, forzuta, esperta di Aikido, modi spicci, viene coinvolta in una vicenda pericolosa da una ragazzina tredicenne, figlia di un tipo incontrato poche ore prima, che viene ucciso all'apertura del film. La Warshawski scopre che il morto è il fratello del boss Trumble, che addirittura progetta di eliminare la ragazzina. Trumble fa rapire la detective, che viene brutalmente pestata da un malavitoso della zona, ma si rifarà, incastrando questi in casa e torturandolo con un grosso schiaccianoci che gli massacra i genitali, prima di stenderlo a terra. Alla fine sarà Paige, la madre della ragazzina, a tentare di uccidere la figlia stessa - dopo aver ucciso Trumble, che stava già tentando di farlo - ma Victoria l'affronta e la elimina.